# Immortan Joe
Immortan Joe Moore este un personaj fictiv și principalul antagonist al filmului din 2015 Mad Max: Fury Road; el este, de asemenea, un personaj important în seria de benzi desenate însoțitoare a lui Fury Road cu același nume și în prequelul său din 2024 Furiosa: A Mad Max Saga. În pustiul radioactiv, post-apocaliptic al francizei Mad Max, Immortan Joe este cel mai puternic conducător al războiului; armata lui de „băieți de război” fanatici îl venerează ca pe un zeu. El domină economia regională prin controlul său asupra Cetății, una dintre singurele surse de apă dulce rămase în pustie. Dorința lui de a crește un moștenitor genetic sănătos al regatului său îl determină să dobândească și să maltrateze un harem de sclavi sexuali. Unul dintre acești sclavi, Imperator Furiosa, devine locotenentul său militar de încredere, dar ea se întoarce împotriva lui pentru a-i elibera pe sclavii rămași ai lui Joe din Citadelă, declanșând astfel evenimentele din Fury Road.
În Fury Road, Immortan Joe a fost interpretat de Hugh Keays-Byrne, care l-a interpretat anterior pe Toecutter în Mad Max original. În Furiosa, regretatul Keays-Byrne a fost înlocuit de Lachy Hulme.

## Descrierea personajului
În Fury Road, Immortan Joe este „conducătorul pustiului... Poartă o carapace transparentă, din plastic – armură de piept – peste răni care curg, părul lung și alb se înfășoară în jurul unei măști de zâmbet schelet pe care o folosește pentru a ascunde un aparat de respirat." Mai multe versiuni ale carapacei sale, care afișează medalii făcute din piese de mașină și telefoane mobile și unele însemne militare reale (cum ar fi însemnele șapcii de ofițer al Marinei SUA), au fost create la Artisan Armours din Regatul Unit.
Piatra de temelie a puterii lui Joe o reprezintă War Boys, o armată de tineri muribundi care au contractat cancer și alte boli fatale din cauza radioactivității Wasteland. Pentru a-i aduna pe acești bărbați la steagul său, Joe inventează o religie falsă centrată pe automobile, avându-l drept cap. El îi încurajează pe băieții de război deja pe moarte să caute o moarte glorioasă în luptă, promițând soldaților curajoși un loc în Valhalla. De asemenea, le permite să locuiască în fortăreața lui de stâncă, Cetatea, în timp ce localnicii trăiesc în tuneluri mizerabile. Pentru a-și muta rapid băieții de război prin Wasteland, el întreține o colecție mare de vehicule pre-apocaliptice, pe care le numește „Casa Sfintelor Motoare”; mecanicii săi transformă în mod creativ vehiculele în mașini de luptă, inclusiv „War Rig”, un tanc de aprovizionare puternic înarmat și blindat care transportă mărfuri prin deșertul fără lege.
Deși Băieții Război se supun lui Joe fără îndoială și îl cred nemuritor, Joe moare încet și niciunul dintre cei trei fii ai săi nu este succesori ideali: Rictus Erectus este impunător din punct de vedere fizic, dar lent la minte și are nevoie de un rezervor de oxigen pentru a respira; Scrotul Scabrus este deformat și instabil din punct de vedere psihologic; iar Corpus Colossus, deși inteligent, este o persoană mică cu sindromul oaselor fragile. Drept urmare, Joe cumpără, răpește și fură urgent femei sănătoase din punct de vedere genetic, în speranța de a crește un moștenitor sănătos înainte de a muri.

## Biografie fictivă

### Banda desenata
Cartea de benzi desenate spune originile ascensiunii lui Joe la putere. Inițial, colonelul Joe Moore, omul care avea să devină Immortan Joe a fost un soldat foarte celebru care a luptat în războaiele de apă și petrol care au contribuit la apariția unei apocalipse globale. În timpul uneia dintre raidurile sale, un om gras pe cale de a fi executat îi spune lui Joe despre un acvifer, aproape imposibil să intre. În ciuda multor victime, Joe reușește în cele din urmă să captureze acviferul, care ar deveni în cele din urmă Cetatea. Adepții săi îl aclamă drept „nemuritor”, care este în cele din urmă adaptat în titlul onorific „Immortan”.
În timp ce Joe încearcă să captureze acviferul, el trimite cercetași care descoperă o rafinărie de petrol abandonată și o mină de plumb, care în cele din urmă ar deveni Gastown și Bullet Farm. Joe îl pune pe mâna dreaptă maiorul Kalashnikov la conducerea Fermei Bullet; Kalashnikov devine cunoscut sub numele de Fermierul Bullet. Joe îl răsplătește și pe bărbatul care a dezvăluit locația Cetății cu controlul asupra orașului Gastown; acel om devine cunoscut drept Devoratorul de oameni.

### Furiosa: Saga Mad Max
Immortan Joe apare pentru prima dată în Furiosa, prequelul Fury Road, când Hoarda de motocicliști a lordului războinic Dementus asediază Cetatea. Deși Dementus încurajează armata privată a lui Joe, Băieții de Război, să-l răstoarne pe Joe, Cetatea demonstrează succint nebunia acestui plan, ordonând unui băiat de război să comită un atentat sinucigaș în fața lui Dementus. Băieții de război atacă apoi Hoarda de motocicliști în masă, alungându-i din Cetate. Totuși, Joe este forțat să negocieze cu Dementus după ce acesta din urmă folosește șmecheria pentru a captura Gastown, care produce benzina pe care Joe o folosește pentru a pompa apa din acviferul subteran al Cetății. După ce suita lui Dementus dezvăluie că prizoniera sa Furiosa nu are defecte congenitale, Joe cumpără Furiosa de la Dementus. El îi spune preadolescentei Furiosa că, atunci când va ajunge la majoritate, va deveni una dintre sclavele sale sexuale, pe care el îi numește eufemistic „soțiile”. Cu toate acestea, Furiosa scapă din seiful privat al lui Joe. Neputând să fugă singură din Cetate, ea se alătură armatei lui Joe sub o identitate falsă și urcă în rânduri.
Ani mai târziu, Joe se hotărăște să atace Gastown, deoarece gestionarea proastă a lui Dementus l-a dus aproape de ruină. El trimite War Rig pentru a ridica arme și muniție de la aliatul său, Fermierul Bullet. Cu toate acestea, Dementus ține o ambuscadă în War Rig, iar Furiosa este singura supraviețuitoare. Când Furiosa ajunge înapoi la Citadelă, consiliul de război al lui Joe dezbate cum să răspundă la fumul negru care curge din Gastown. Furiosa, care este familiarizată cu stilul de război al lui Dementus de pe vremea când era prizonierul său, recunoaște că fumul este un șiretlic și că Dementus vrea ca Joe să lanseze un atac total asupra Gastown, astfel încât să poată face un atac furtiv asupra Cetății neapărate. Joe este de acord cu Furiosa. Băieții de război îl păcălesc pe Dementus să creadă că se îndreaptă spre Gastown. Între timp, Joe îl împușcă cu succes pe nebănuitul Dementus în drumul său către Citadelă, permițând băieților de război să câștige avantajul în războiul de 40 de zile al lui Joe cu Hoarda de motocicliști. După ce Băieții de Război rup Hoarda, Furiosa îl capturează pe Dementus care fuge, iar Joe o promovează la Imperator.

### Joc video
Joe nu apare direct în joc, dar jocul introduce o trupă de băieți de război condusă de fiul său Scabrous Scrotus. În joc, Scrotus este descris ca liderul original al Gastown; Joe a refuzat să-l lase pe Scrotus să moștenească Cetatea din cauza nebuniei acestuia din urmă. Când Max pune un ferăstrău cu lanț în capul lui Scrotus la începutul jocului, Scrotus devine hotărât să-l doboare pe Max. El este ucis la sfârșitul jocului, deschizând calea pentru People Eater (strategul militar al lui Joe în Furiosa ) pentru a prelua Gastown.

### Mad Max: Fury Road
Pe Fury Road, Immortan Joe este în continuare cel mai puternic conducător de război al pustiului, cu aliați stăpâniți ferm atât pe Gastown, cât și pe Ferma Bullet. Cu toate acestea, Cetatea este în declin. Joe are o sănătate precară și se bazează pe un aparat de respirație pentru a supraviețui. Nu are niciun moștenitor sănătos și au mai rămas doar cinci soții: Toast „The Knowing”, Capable, The Dag, Cheedo „the Fragil” și favorita lui, „Splendidul” Angharad. ( Furiosa arată că politica lui Joe este de a-și renunța soțiile după trei încercări eșuate de a crește un moștenitor sănătos.) Două dintre aceste soții - Angharad și Dag - sunt însărcinate cu potențiali moștenitori.
La începutul filmului, Joe trimite echipamentul de război (comandat de Imperator Furiosa) într-o aprovizionare aparent de rutină către Gastown și Ferma Bullet. Deși forțele sale l-au capturat pe Max Rockatansky, el nu este conștient de semnificația lui Max. Cu toate acestea, când vede că Furiosa a deviat din curs, Joe își verifică seiful privat și își dă seama că cele Cinci Soții au scăpat în War Rig. Furios și disperat, Joe îl urmărește pe fiecare băiat de război apt de muncă din Cetate. De asemenea, îi comandă lui Gastown și Bullet Farm să-și trimită propriile armate în ajutor. În haosul urmăririi, Max scapă; neavând unde să meargă altundeva, acceptă să o ajute pe Furiosa.
Joe aproape că prinde War Rig într-un canion îngust, dar de fiecare dată când War Boys încearcă să împuște pe Furiosa, Angharad urcă în exteriorul War Rig pentru a acționa ca un scut uman, știind că Joe nu va risca să-și rănească copilul nenăscut. În timpul uneia dintre aceste întâlniri, Angharad se împiedică și cade în calea camionului monstru al lui Joe, care o lovește, ucigând-o atât pe Angharad, cât și pe fătul. O cezariana dezvaluie ca fatul era perfect din punct de vedere fizic, ceea ce il enerva si mai mult pe Joe.
Joe își oprește armata în deșert în timp ce se gândește la următoarea sa mișcare. Spre marea lui surpriză, vede că War Rig s-a întors și se întoarcă spre Cetate, deoarece destinația inițială a Furiosei nu mai poate susține viața umană. Într-un ecou ironic al șiretlicului Gastown al filmului Furiosa, Joe își dă seama că a lăsat Cetatea neapărată. Cu toate acestea, reușește să depășească War Rig cu vehiculul său personal, Gigahorse. Cu toate acestea, Furiosa se urcă pe Gigahorse și folosește un harpon pentru a smulge masca de respirație a lui Joe, luând o parte din fața lui Joe cu ea și ucigându-l. Partidul de război al lui Furiosa controlează Gigahorse și abandonează War Rig în canionul unde a murit Angharad, împiedicând restul armatei lui Joe să-i urmărească. Furiosa se întoarce nestingherită în Cetate, unde Max prezintă cadavrul lui Joe localnicilor, care sărbătoresc moartea acestuia. După ce și-au pierdut salvatorul, băieții de război rămași predau fără tragere de inimă Cetatea Furiosei, punând capăt dinastiei lui Joe.

## Recepție
Scriind despre film pentru ABC News, Michael Rothman l-a descris pe Immortan Joe drept „un tip adevărat rău, care nu seamănă deloc cu niciun răufăcător care a fost vreodată împodobit pe ecranul de argint”. Joanna Robinson 's Vanity Fair, l-a descris drept „coșmar” și „o creație destul de clasică a lui Miller, cu un fetiș de craniu, chiar și un got adolescent ar invidia”. Spencer Kornhaber de la The Atlantic a scris: „Poate că cel mai aproape 2015 a ajuns să furnizeze hrană pentru listele „Cei mai mari răufăcători din toate timpurile” a fost în Mad Max: Fury Road, unde sclavul-războinic Immortan Joe purta o căciucă greață și un tată la fel de greață.”